# Шохакн
Шохакн (арм. Շողակն) — село в Арагацотнской области Армении.

## География
Село расположено в восточной части марза, на склоне горного хребта Техеняц, к востоку от реки Касах, на расстоянии 22 километров к северо-востоку от города Аштарак, административного центра области. Абсолютная высота — 2000 метров над уровнем моря.
Климат
Климат характеризуется как умеренно холодный, влажный (Dfb в классификации климатов Кёппена). Среднегодовая температура воздуха составляет 5 °C. Средняя температура самого холодного месяца (января) составляет −6,7 °С, самого жаркого месяца (августа) — 16,1 °С. Расчётная многолетняя норма атмосферных осадков — 506 мм. Наибольшее количество осадков выпадает в мае (90 мм).

## Население
| Год переписи | Население          | Население          | Население          | Население            | Население            | Население            |
| Год переписи | Наличное население | Наличное население | Наличное население | Постоянное население | Постоянное население | Постоянное население |
| Год переписи | Всего              | Мужчины            | Женщины            | Всего                | Мужчины              | Женщины              |
| ------------ | ------------------ | ------------------ | ------------------ | -------------------- | -------------------- | -------------------- |
| 2001         | 162                | 83                 | 79                 | 136                  | 72                   | 64                   |
| 2011         | 160                | 90                 | 70                 | 167                  | 94                   | 73                   |